# 아비앙카 항공 52편 추락 사고
아비앙카 항공 52편 추락 사고는 1990년에 일어난 항공 사고이다. 1990년 1월 25일, 엘도라도 국제공항을 출발해 존 F. 케네디 국제공항으로 향하던 아비앙카 항공 52편이 착륙 진입 도중에 연료가 떨어지면서 추락해 73명이 사망했다.

## 같이 보기
- 유나이티드 항공 173편 추락 사고
- 라미아 항공 2933편 추락 사고